# ZIP (記憶媒体)
| Zip100ディスク（左が表、右が裏） |  | Zip100ディスク（左が表、右が裏） |
| Zip100ディスク（左が表、右が裏） |  |                                  |

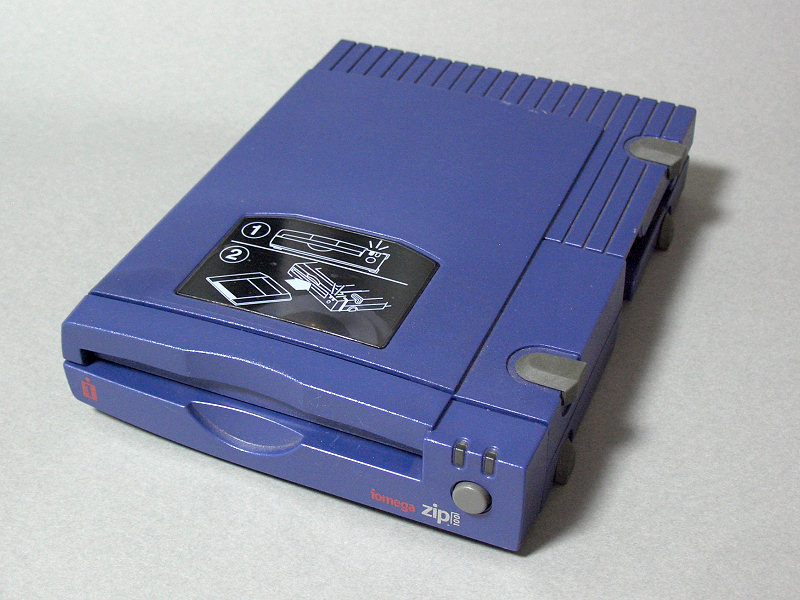
ZIPドライブ

ZIP（ジップ）は1994年後半にアメリカのアイオメガによって開発されたリムーバブル磁気ディスクメディア。ディスク容量（および対応ドライブ）は、最初は100 MBのものが、後に250 MB、750 MBの製品が登場した。主にパソコンで使用される。大容量フロッピーディスクの一種として知られているが、サイズは3.7インチで互換性は全くない。ドライブは既に製造終了している。

## 概要

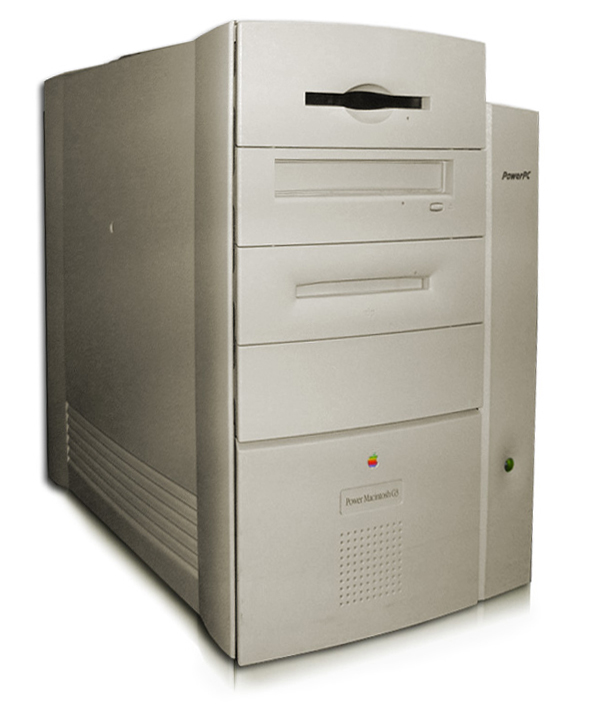
ZIPドライブが標準搭載されていた1997–1999年代のPower Macintosh（写真はMacintosh G3 MT）

光磁気ディスク(MO)と比較して高速なアクセスが可能である。
日本国内においては富士フイルムがメディアを生産していた。また、セイコーエプソンなどがライセンスを持っていた。
米国においては、他の大容量メディアと比較するとメディア、ドライブ共に安価だったため、発売前から話題を呼んだ。拡張カードがなくてもパラレルポートに接続でき、SCSI接続も可能という利便性の高さもあって、登場からしばらくは主要なメディアの一派を形成した。一時はポストフロッピー（フロッピーの代替）メディアの最有力候補と言われ、「フロッピーはそのうちZipドライブに置き換わる」とまで言われていた。海外のパソコンメーカー製品でZipドライブ搭載機種が一時期多く見られたのもそのためである。
一方で日本ではMOが普及していたためあまり浸透しなかった。MOと比べるとドライブは安価だがメディアの値段が高く、ある程度普及が進んでも単価はあまり下がらなかった。これはメディア売り上げで利益を確保する開発元の狙いがあったと言われる。結果、相対的に見ると割高になってしまった。その後、より大容量で低価格のCD-R/CD-RW媒体の普及もあって市場は縮小を続けた。メディアのフォーマットはMOと同じスーパーフロッピー形式であったため、当時まだ普及率の高かったPC-9800シリーズと、急速に普及しつつあったPC/AT互換機間での大容量データ交換にも利用可能であった。

## デザイン
Zipシステムは大雑把に言えば、アイオメガのものより以前のベルヌーイボックスシステムに基づいている。Zipのシステムでは、リニアアクチュエータに固定された読み書きヘッドのセットが頑丈なカートリッジの中で高速回転するフロッピーディスクの上に浮かんでいる。Zipディスクは、コンパクトディスクサイズのBernoulliメディアより小さい、3.5インチフロッピーほどの大きさのメディアと、その全体的なコストを減らした単純化されたドライブデザインを使用する。
ディスクには富士フイルムが開発した、薄膜の磁性層を形成して記録密度を高めるATOMM（Advanced super Thin layer & high Output Metal Media）を採用することで大容量を実現している。
Zipは従来のフロッピーディスク規格との互換性を捨てているものの、標準的なフロッピードライブやその上位互換ドライブ（スーパーディスク等）よりデータ転送速度が高速なのが特徴である。標準的な1.44 MBフロッピーは転送レートが500 kbps（62.5 KB/s）、平均シーク時間が数百ミリ秒なのに対し、オリジナルのZipドライブのデータ転送レートはおよそ1 MB/s、平均シーク時間が28ミリ秒である。なお、今日の平均的な7200rpmのデスクトップハードディスクドライブの平均シーク時間は約8.5 – 9ミリ秒である。

## インタフェース
Zipドライブはコンピュータとの多様なインタフェースで製造されてきた。内蔵用ドライブはIDEインタフェースとSCSIインタフェースの双方が、外部接続用ドライブはパラレルインタフェース、SCSIインタフェースと（数年後に）USBインターフェイスなどがある。USB接続のものには、後にバスパワー動作の製品も登場している。一時期、パラレルインタフェースとSCSIインタフェースとを自動検出するというZip Plusと呼ばれるドライブがあったが、多くの互換性の問題が報告され、後に消えた。

## 容量
当初、Zipは100 MBの容量が採用された。ディスクの価格を通常のフロッピーディスクの価格に近づけることを考え、100 MBドライブに挿入できるより低コストな25 MBのバージョンが計画されたものの、このサイズのディスクは発売されなかった。
安価な値段の割りにそこそこの容量を確保した100 MBという容量は、競合する同サイズのメディアより早くリリースされたこともあって、ZipはMOが一般的でなかったアメリカでは大いに普及し、日本でもまずまずの普及を見せた。後に、データ転送レートとシーク時間を改善しつつ容量を250 MBに増やしたZip250を発売したが、日本では既にMOが普及していたことと、CD-RやCD-RWが広がりかけていたこともあり殆ど普及しなかった。その後、容量を更に750 MBに増やしたZip750を発売したものの、その頃にはCD-RやCD-RWが市場を席巻していたため、こちらも日本では殆ど普及しなかった。

## メディア
Zipのディスクは3.5インチフロッピーディスクと比較してより厚いが、それ以外は3.5インチフロッピーディスクとほぼ同じ大きさである。ドライブとディスクへの損傷を防ぐため、100 MB Zipディスクのジャケット部分裏側の角（裏面の写真左上）に再帰反射スポットがあり、このディスクの再帰反射スポットを検出しないとドライブが動作しないようになっている。250 MB Zipディスクでは黄色いシールが貼られており、区別が可能である。

## 互換性
Zipには3種類の容量のメディアがあるが、ドライブは基本的に上位互換となっている。ただし制限があり、250 MBドライブは、100 MBディスクへの読み書き速度が遅い。また、750 MBドライブは100 MBディスクの読み出しにのみ対応する。この「100 MBディスクに書き込めない」という仕様は、最も普及している100 MBドライブのユーザーとのデータ交換に支障を来すこととなり、尽きかけていたZipの命運に差し掛かったことによって日本ではとどめを刺すこととなった。
非対応のディスクをドライブに挿入（100 MBドライブへ250 MBディスクを入れるなど）された際に、そのディスクにアクセスされることなく直ちにディスクが排出されるよう、再帰反射スポットの位置が3つのメディア容量で異なる。

## 特徴とインプリメンテーション
他のディスクフォーマットと違い、Zipのライトプロテクトは、ディスクコントローラそれ自身で実現されている代わりに、ソフトウェアとハードウェアの双方で実現されている。ディスク上のメタデータは、ドライブがホストコンピュータに従わせるライトプロテクトの状態を示す。プロテクトの設定を変えるために、コンピュータはZipディスク上のメタデータを変更するようZipドライブにコマンドを発行する。これはディスクがドライブにロードされ、ライトプロテクトをオン/オフするための適切なソフトウェアのあるコンピュータからアクセスされなければならないことを意味する。
Zipシステムはパスワードを介したメディアアクセス保護も導入している。ライトプロテクトのように、これはソフトウェアレベルで実装されている。ディスクが挿入された際に、Zipドライブはメタデータを読み出す。そのデータがディスクに読み出しロックが掛かっていることを示していれば、ドライブはコンピュータからパスワードを待つ。パスワードを受け取るまで、ドライブは（基本のディスクI/Oコマンドに対し）空である振りをする。パスワードを受け取り検証すれば、ドライブはドライブ内のディスクを「活性化」させアクセスを許可する。あるドライブモデルにおいて、ソフトウェアを騙してドライブの中にあることを信じ込ませたのとは違うディスクにアクセスできるようにすることを可能にすることがこの実装の1つの副作用である。プロテクトはどのような暗号化も使用していない。プロテクトはただディスク上のメタデータとZipドライブのファームウェアからの協同の結合物である。

## 販売、問題とライセンシー
最初、Zipドライブは（その当時において）安い標準小売価格と大容量のために、1994年の販売開始後はよく売れた。アメリカでは当初、ドライブはカートリッジ1個付きで199米ドルで、追加の100 MBのカートリッジが20ドルで販売されていた。より多くの会社がカートリッジを供給するにつれて、追加カートリッジの価格はすぐに次の数年間で下落した。結局、富士フイルム、バーベイタム、マクセルがサプライヤーとなる。セイコーエプソンもライセンスされた100 MBドライブモデルを自社ブランドで製造していた。
日本でも1995年当時、MOドライブは当時最も普及していた230 MBタイプが約4 – 5万円、登場して間もない640 MBタイプが約6万円だったのに対し、Zip 100 MBドライブは約2万円と破格であった。また、メディアは230 MB MOが約2,000円、640 MB MOが約3,000円に対して、100 MB Zipディスクは約1,800 – 2,000円で購入でき、「保存するデータが数百MB程度」というエントリーユーザーに大きく訴求した。しかし、MOドライブやMOディスクが数年間で約半分 – 1/3の価格まで下がっていったのに対して、Zipはドライブ・メディアとも値段があまり下がらず、ユーザーはやがてMOやCD-R、CD-RWへ移っていった。
ZipドライブとZipディスクの売り上げは1998年から徐々に下降していった。1998年9月、Click of deathと呼ばれるZipディスクの不具合に関する集団訴訟が起こされた。この訴訟はアイオメガの敗訴に終わっただけでなく、Zipへの信頼性を低下させるものであり、売上低下に拍車をかけた。
その後、CD-R/CD-RWの出現によりZipドライブの需要は大幅に減った。日本国内では富士フイルムが2002年にドライブの販売が終了し2005年9月にはディスクの販売を終了している。アイオメガでは現在オンラインショップでドライブの販売が終了しディスクの取り扱いのみになっている。
なお、セガの家庭用ゲーム機「ドリームキャスト」用の外付けZipドライブ発売が予定されていたが、実現することなく終わっている。

## Click of Death
1998年9月に報告されたZipドライブの欠陥。
販売初期の普及規格である100 MBドライブにおいてディスクをセットした後にクリック音とともにZipドライブへのアクセスおよびディスクの読み取りができなくなってしまう現象。この現象が発生した場合、ドライブが使用不能になるだけでなく、その際にセットしていたディスクも使用不能になる可能性が高い。原因はディスクメディア上に塗布された金属粉と、読み出し装置に蓄積された潤滑油で、1995年1月以降に生産されたドライブに集中した。アイオメガの発表では製品の0.5%に発生しているという。

## 商品名にZipを含む製品

### ZipCD
アイオメガは1990年代後半にZipブランドの下で「ZipCD 650」と呼ばれる内蔵および外付けのCD-RWドライブを発売した。しかし、これは普通のCD-RWドライブで、磁気Zipドライブとのフォーマットの関連性はない。同じZipCD名義のCD-RメディアとCD-RWメディアもリリースしたが、これも一般的なCD-R・CD-RWメディアである。

### PocketZip
PocketZipは、アイオメガが1999年に発売したリムーバブルディスク製品の「Clik!」を名称変更したもの。ディスク容量40 MBの独自の小型ディスクと専用ドライブで使用するもので、Zipとの互換性は無い。当時主流であったコンパクトフラッシュやスマートメディアと比べて、バイト単価が安くて保存容量も適度であったが、約1万円程度で専用ドライブを買う必要があったことと、程なくしてコンパクトフラッシュやスマートメディアに容量を追い越されたことから普及しなかった。